# Heikin Ashi
Le Heikin Ashi (平均足, « barre au milieu ») est un type de graphique utilisé en analyse technique boursière pour représenter les variations d'un cours. Il ressemble au graphique en chandeliers mais a une apparence plus lisse car il suit une gamme de mouvements de prix, plutôt que chaque mouvement de prix comme avec les chandeliers. Il a été créé dans les années 1700 par le Japonais Honma Munehisa, (également inventeur du graphique en chandeliers) et est utilisé par les traders et les investisseurs pour aider à déterminer et à prédire les mouvements de prix.

## Description

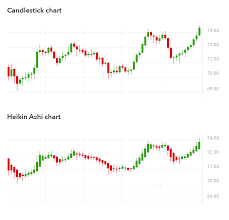
Différence entre le graphique en chandeliers traditionnel et le graphique en Heikin Ashi.

Comme les chandeliers standards, une bougie Heikin Ashi possède un corps et une mèche, mais n'a pas le même but que sur un graphique en chandeliers. Le dernier prix d'une bougie Heikin Ashi est calculé par le prix moyen de la barre ou de la séance actuelle (par exemple, une séance quotidienne aurait une barre pour chaque mouvement de prix de ce jour spécifique). La formule du dernier prix de la barre ou de la bougie Heikin Ashi est calculée par : (prix à l'ouverture + plus haut + plus bas + prix à la clôture)
{\displaystyle \div } 4. Le prix à l'ouverture d'un Heikin Ashi commence au milieu de la bougie précédente ; elle est calculée par : (prix à l'ouverture de la barre précédente + prix à la clôture de la barre précédente) {\displaystyle \div } 2. Les prix les plus élevés et les plus bas sont représentés par des mèches de manière similaire aux chandeliers.
Pour calculer le plus haut et le plus bas d'une séance :
Prix le plus haut = valeur maximale de (plus haut-0, prix à l'ouverture-0, et prix à la clôture-0),
Prix le plus bas = valeur minimale de (plus haut-0, prix à l'ouverture-0, et prix à la clôture-0)
(où -0 indique que les valeurs sont extraites de la barre ou de la séance actuelle).
L'objectif principal d'un graphique Heikin Ashi est de montrer la tendance générale du prix (direction du prix) et la force de chaque tendance ; ceux-ci sont représentés par les mèches : de petites lignes qui s'étendent à partir du corps principal de la bougie. Une série de bougies montantes sans mèche inférieure signifie une forte tendance à la hausse, et vice versa avec des bougies descendantes sans mèche supérieure. Un doji signifie un changement possible dans la tendance des prix.

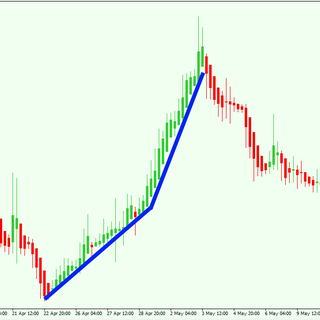
Le graphique montre la tendance du prix (baissière ou haussière).

Le Heikin Ashi est normalement associé à d'autres indicateurs pour indiquer les positions longues (achat) et courtes (vente).

## Avantages de l'utilisation du graphique Heikin Ashi
Il a été démontré que les graphiques Heikin Ashi ont une entropie moyenne inférieure à celle des graphiques en chandeliers, et donc un niveau d'incertitude/désordre inférieur lors de l'affichage des données de marché. Cette étude a été menée sur une année sur l'historique des prix de 10 actions différentes. Les résultats ont montré une entropie moyenne de 4,2675 pour les graphiques Heikin Ashi et une entropie moyenne de 5,001 en utilisant des données de marché brutes. Ces études indiquent également que les graphiques Heikin Ashi affichent une probabilité de succès beaucoup plus élevée lors de la prédiction du prochain mouvement d'un marché. Les résultats de ce test montrent une chance de 72,3 % de prédire le jour suivant du marché, ce qui contraste avec l'utilisation de données de marché brutes qui ne donne que 49,1 % de chance de prédiction réussie du jour suivant. L'étude effectue un test d'hypothèse avec un niveau de signification de 0,05, le résultat de ce test d'hypothèse confirme qu'en utilisant le Heikin Ashi, avec une confiance de 95 %, nous pouvons prédire le prochain mouvement du marché avec une précision allant jusqu'à 75 %. Cela fait référence à la prédiction de la nature de la prochaine bougie (haussière ou baissière) qui se formera sur le marché et donc, en conclusion, il est plus fiable d'établir une tendance dans les graphiques Heikin Ashi par rapport à l'utilisation de données de marché brutes et de graphiques en chandeliers.
Des tests rétrospectifs détaillés de la méthodologie de trading Heikin Ashi utilisant 12 années de données sur chaque titre de l'indice du Dow Jones Industrial Average ont confirmé l'efficacité de l'approche. 66 % des actions testées ont surperformé l'indice sous-jacent au cours des 12 années.

## Limites du graphique Heikin Ashi
Le graphique Heikin Ashi utilise des valeurs de données moyennes et donc les prix d'ouverture et de clôture réels des barres sur une séance donnée ne sont pas affichés. Par conséquent, les traders à la recherche de prix exacts, par exemple dans certains systèmes basés sur l'action des prix, ne doivent pas se fier aux prix moyens affichés sur ces graphiques,.
Comme la nature du graphique Heikin Ashi est de filtrer le bruit du marché et de réduire la fréquence des faux signaux affichés, certains écarts de prix importants (zones où aucune transaction n'a eu lieu et où le marché a donc augmenté de prix) ne seront pas non plus visibles sur ces graphiques. Les graphiques en chandeliers montreront cependant des écarts de prix.